# Струнга (Констанца)
Струнга (рум. Strunga) — село у повіті Констанца в Румунії. Входить до складу комуни Олтіна.
Село розташоване на відстані 127 км на схід від Бухареста, 79 км на захід від Констанци, 148 км на південь від Галаца.

## Населення
За даними перепису населення 2002 року у селі проживали 20 осіб, усі — румуни. Усі жителі села рідною мовою назвали румунську.